# Manuel Comneno Raul Asen
Manuel Comneno Raul Asen (em grego: Μανουήλ Κομνηνός Ῥαούλ Ασάν; romaniz.: Manouēl Komnēnós Raoúl Asán) foi um nobre que teve vida política ativa durante o reinados dos imperadores Andrônico III (r. 1328–1341), João V Paleólogo (r. 1341–1347) e João VI Cantacuzeno (r. 1347–1354). Ao longo de sua carreira ostentou os títulos de grande primicério (antes de 1345), sebastocrator (1345/1354) e déspota (1354/1355).
Iniciou sua carreira pública como líder militar na Trácia em 1329/1330, no entanto, devido a acusação de traição foi preso em algum momento entre 1335-1341. Liberto por João Cantacuzeno, tornou-se estratego de Demótica em 1342 e governador de Bizie em 1344; voltou a atuar como líder militar da Trácia em algum momento entre 1341-1355. Era filho de Andrônico Paleólogo Comneno Asen, membro da família reinante búlgara, e sua esposa Tarcaniotissa, casou-se com Ana Comnena Ducena Paleóloga Sinadena, filha do protoestrator Teodoro Comneno Ducas Sinadeno Paleólogo e sua esposa Eudóxia Ducas Muzaciena. Com sua esposa teve apenas um filho, Andrônico Asen, panipersebasto (1352), sebastocrator e líder militar em Bizie.